# سمیر کاچایف
سمیر کاچایف (ترکی آذربایجانی: Samir Ziyəddin oğlu Kaçayev; ۶ مارس ۱۹۹۴ – ۲ آوریل ۲۰۱۶) پرسنل نظامی، و مجسمه‌ساز اهل جمهوری آذربایجان بود.
وی همچنین برندهٔ جوایزی همچون نشان برای قهرمانی شده‌است.